# Ntaniella Kefala
Ntaniella Kefala (Paralimni, 1993) è una modella cipriota, eletta Star Cipro 2012 il 6 luglio.

## Biografia
Alta un metro e settantuno, al momento dell'incoronazione la modella aveva diciannove anni. Insieme a lei è stata eletta anche Georgia Georgiou che rappresenterà Cipro a Miss Mondo 2012. Dietro di loro si sono classificate Ioanna Giannakou e Julianna Georgalidou.
In quanto vincitrice del titolo di bellezza nazionale, Andri Karantoni ha rappresentato Cipro in occasione di Miss Universo 2012, che si è tenuto il 19 dicembre di quell'anno a Las Vegas, negli Stati Uniti.